# Endlicheria sericea
Endlicheria sericea är en lagerväxtart som beskrevs av Christian Gottfried Daniel Nees von Esenbeck. Endlicheria sericea ingår i släktet Endlicheria och familjen lagerväxter. Inga underarter finns listade i Catalogue of Life.